# Giovanni Gronchi
Giovanni Gronchi (10. září 1887 – 17. října 1978) byl italský politik. V letech 1955–1962 byl prezidentem Itálie, třetím v historii. Předtím, v letech 1948–1955 zastával funkci předsedy dolní komory italského parlamentu, 1944–1946 byl ministrem průmyslu. Byl představitelem Křesťanskodemokratické strany (Democrazia Cristiana), k jejímž zakladatelům patřil a od jejího počátku vedl její levicovou frakci, která oponovala Alcide de Gasperimu, který usiloval o vypuzení komunistů a socialistů z politického systému. V prezidentském úřadě ho poškodilo jmenování kontroverzního premiéra Fernando Tambroniho, který se v parlamentu opíral o neofašistické síly, což vyvolalo silné nepokoje po celé Itálii. I proto nebyl Gronchi znovu nominován do prezidentské volby roku 1962, přestože o to usiloval.

## Vyznamenání
| Stát               | Stuha | Název                                                                | Datum udělení      |
| ------------------ | ----- | -------------------------------------------------------------------- | ------------------ |
| Argentina          |       | velkokříž s řetězem Řádu osvoboditele generála San Martina           | 1960, 16. června   |
| Finsko             |       | velkokříž s řetězem Řádu bílé růže                                   | 1960               |
| Francie            |       | velkokříž Řádu čestné legie                                          | 1956, 25. dubna    |
| Írán               |       | řetěz Řádu Pahlaví                                                   | 1957               |
| Itálie             |       | stříbrná Vojenská záslužná medaile                                   | 1916, 1. listopadu |
| Itálie             |       | bronzová Vojenská záslužná medaile                                   | 1917               |
| Monako             |       | velkokříž Řádu svatého Karla                                         | 1959, 7. listopadu |
| Německo            |       | velkokříž speciální třídy Záslužného řádu Spolkové republiky Německo | 1956, 18. července |
| Řecko              |       | velkokříž Řádu Spasitele                                             | 1959, 19. května   |
| Spojené království |       | čestný rytíř velkokříže Řádu lázně                                   | 1958, 13. května   |
| Thajsko            |       | velkokříž Řádu Chula Chom Klao                                       | 1960, 1. října     |
| Vatikán            |       | rytíř Řádu zlaté ostruhy                                             | 1955, 5. prosince  |